# 吉岡町小倉ぶどう郷
吉岡町小倉ぶどう郷（よしおかまちおぐらぶどうきょう）とは群馬県北群馬郡吉岡町にある、ぶどう狩りのできる観光農園の集まり。

## 規模
23 軒のぶどう園がある。

## 主な品種
- 巨峰（きょほう）
- ピオーネ
- デラウエア
- キャンベル・アーリー(Campbell Early)
- マスカット・ベーリーA(Muscat Bailey A)